# Montfort Stima
Montfort Stima (ur. 27 grudnia 1957 w Neno) – malawijski duchowny rzymskokatolicki, od 2014 biskup Mangochi.

## Życiorys
Święcenia kapłańskie przyjął 3 sierpnia 1986 i został inkardynowany do archidiecezji Blantyre. Przez osiem lat pracował jako duszpasterz parafialny. W latach 1994–1998 studiował w Seattle, zaś po powrocie do kraju został rektorem niższego seminarium. W latach 2001 pracował jako proboszcz w Njuli i w katedrze, zaś w 2005 objął funkcję wikariusza generalnego archidiecezji.
25 stycznia 2010 został mianowany biskupem pomocniczym Blantyre i biskupem tytularnym Puppi. Sakry biskupiej udzielił mu 24 kwietnia 2010 abp Tarcisius Ziyaye.
6 grudnia 2013 papież Franciszek mianował go biskupem Mangochi. Ingres odbył się 22 lutego 2014.